# سیارک ۹۰۱۹
سیارک ۹۰۱۹ (به انگلیسی: 9019 Eucommia، نامگذاری:1987QF3) نه هزار و نوزدهمین سیارک کشف شده‌است که در ۲۸ اوت ۱۹۸۷ کشف شد.
قدر مطلق سیارک برابر ۱۴٫۳۰ است.